# Кей, Гай Гэвриел
Гай Гэвриел Кей (англ. Guy Gavriel Kay, родился 7 ноября 1954) — канадский писатель-фантаст, работает в жанре псевдоисторического фэнтези.

## Биография

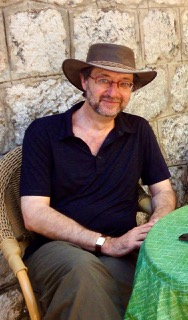
Г. Г. Кей в 2011 году

Гай Гэвриел Кей родился в Канаде 7 ноября 1954 года. Изучал юриспруденцию в Университете Торонто, работал по специальности. В 1970-х годах был помощником Кристофера Толкина и участвовал в подготовке издания «Сильмариллиона». В 1980-х годах работал над серией радиопередач «Меры правосудия» на CBC.
Стал знаменит благодаря романам цикла «Гобелены Фьонавара» («The Fionavar Tapestry»). Первый роман цикла, «Древо Жизни» («The Summer Tree», 1984) стал его литературным дебютом, причем дебютом мощным и немедленно замеченным — роман номинировался на премию журнала «Locus» и как лучший первый роман автора, и как лучший роман-фэнтези. Выход через два года остальных романов трилогии — «Блуждающий огонь» («The Wandering Fire», 1986) и «Самая Тёмная Дорога» («The Darkest Road», 1986) — сделал его настоящей звездой: «Блуждающий огонь» получил премию «Casper» (она же «Aurora Award») как лучший англоязычный фантастический роман, опубликованный в Канаде, а весь цикл долго и устойчиво находился среди самых популярных циклов фэнтези.
«Фьонаварский гобелен» построен как история нескольких современных молодых людей, которые попадают в магический мир Фьонавар и оказываются вовлечены в эсхатологическую войну, которая грозит уничтожить все миры. Лейтмотивом цикла становится тема готовности современного человека к искупительной жертве (в её дохристианском понимании), представление о сути которой у каждого героя своё.
Следующий роман «Тигана» («Tigana», 1990) рассказывает о магической войне, в ходе которой провинившееся против короля-мага королевство Тигана стирается им из памяти людей. Борьба против поработителей превращается для побеждённых в сражение с оковами, которыми скована их собственная память.
Действие практически всех последующих романов Кея разворачивается в том же альтернативно-историческом мире, который географически в основном повторяет средневековую Европу, однако не знал победы монотеистических религий и символически снабжён автором не одной Луной, а двумя. Романы обычно связаны только общим миром, действие их разнесено как во времени, так и в пространстве. Часто для государств и событий, описанных автором, могут быть найдены аналогии в реальной земной истории, однако обычно Кей использует эти события как фон для построения глубоких личностных драм персонажей. В этот цикл входят, помимо «Тиганы», такие романы, как «Песнь для Арбонны» («A Song for Arbonne», 1992), «Львы Аль-Рассана» («The Lions of Al-Rassan», 1995), дилогия «Сарантийская мозаика» («The Sarantine Mosaic»), состоящая из романов «Дорога в Сарантий» («Sailing to Sarantium», 1998) и «Повелитель императоров» («Lord of Emperors», 2000), и «Последний свет солнца» («The Last Light of the Sun», 2004).
В 2007 году опубликован новый роман Кея «Изабель» («Ysabel»), косвенно примыкающий к «Гобеленам Фьонавара»: действие его происходит на нашей Земле.
В 2003 году вышел также сборник стихов Гая Гэвриела Кея «Позади того тёмного дома» («Beyond This Dark House»).
Гай Гэвриел Кей живёт в Торонто. С 1984 года он женат на Лауре Бет Коэн, у них двое сыновей.
30 июня 2014 года за достижения в области литературы был награждён орденом Канады, высшей гражданской наградой страны.

## Награды и номинации
- 1985, Номинация на Mythopoeic Fantasy Award в номинации «Мифопоэтическая премия за произведение для взрослых» за роман «Древо жизни»
- 1987, Премия Aurora Award за роман «Блуждающий огонь» в категории «Произведения на английском языке»
- 1987, Casper Award за роман «Блуждающий огонь» в категории «Спекулятивная фантастика»
- 1991, Номинация на World Fantasy Award за роман «Тигана»
- 1991, Номинация на Aurora Award за роман «Тигана»
- 1999, Номинация на World Fantasy Award за роман «Дорога в Сарантий»
- 2001, Номинация на World Fantasy Award за роман «Повелитель Императоров»
- 2005, Номинация на Canadian Sunburst Award за роман «Последний свет солнца»
- 2007, Второе место на White Pine Award за роман «Изабель»
- 2008, Премия World Fantasy Award в категории «Роман» за «Изабель»
- 2010, Премия «Портал» за «Изабель», лучшая переводная книга